# 游應乾
游應乾（1531年—1608年），字順之，别號一川，直隸徽州府婺源縣（今江西省婺源县）人，軍籍，明朝政治人物。

## 生平
嘉靖四十年（1561年）辛酉科應天府鄉試第二十七名。嘉靖四十四年（1565年）乙丑科會試第一百六十八名，登進士第二甲第六十三名進士。授戶部主事，督粮通州。念父老，請改南便养，遂改南比部（刑部）浙江司主事。晉郎中，丁母汪夫人憂歸。復丁父艱，服闋，復除南比部郎。萬曆五年丁丑（1577年）出任寧波府知府，以忤张居正，遷兩浙都鹽運使，十四年丙戌晉廣西左參政，分守桂平。十七年己丑晉雲南按察使，平巨賊丁改有功，與賜金币。二十年壬辰转廣東右布政使，二十二年甲午转左布政使。二十六年戊戌擢南太常寺卿，修葺天妃宫。二十七年己亥升南大理寺卿，继摄南户部并粮储篆。三十二年甲辰总督仓场缺，晉户部右侍郎，总督仓场。三十三年乙巳冬以三品两考加勲資治尹、正议大夫。三十六年戊申（1608年）六月十六日视察太仓，疾作舆归，七月七日卒于官。距生嘉靖十年辛卯（1531年）七月十七日，卒年七十八。

## 家族
曾祖父游芷同；祖父游以埙，累赠左布政；父游濟生，累封郎中、累赠左布政；母葉氏，累赠夫人；繼母汪氏。配江氏，赠夫人。继汪氏、张氏、江氏。子元潤、元沐、元汴（丁酉舉人）、元泾、元瀚、元淮。